# 米奥德拉格·尼科利奇
米奥德拉格·尼科利奇（羅馬化：Miodrag Nikolić，1938年8月22日—2005年2月17日），塞尔维亚男子篮球运动员。他曾代表南斯拉夫参加1960年和1964年夏季奥林匹克运动会篮球比赛，分别获得第六名和第七名。